# Югославянский комитет
Югославянский комитет (сербохорв. Jugoslavenski odbor) — организация, существовавшая в годы Первой мировой войны и боровшаяся за создание независимого государства на южнославянских территориях Австро-Венгрии. Лидерами Югославянского комитета были: Анте Трумбич, Иван Мештрович, Франо Супило, Хинко Хинкович, Франко Поточняк, Никола Стоянович, Душан Васильевич. Двое последних были родом из Боснии и Герцеговины, а все остальные родились в Хорватии.

## История
Югославянский комитет официально был создан 30 апреля 1915 года в парижском отеле «Мадиссон». Штаб-квартира организации находилась в Лондоне. Главой комитета стал Анте Трумбич. В 1915 году в комитет входили 17 членов, 11 из которых были выходцами из прибрежных районов Хорватии. В течение этого года, комитет формирует филиалы в Париже, Женеве, Санкт-Петербурге, Кливленде, Вальпараисо и Вашингтоне. Главными союзниками Югославянского комитета стала молодёжная подпольная организация «Объединение югославянской молодёжи», созданная в Вене (1914) и правительство Сербии, которое в начале Первой мировой войны заявило, что ведёт войну за освобождение всех южных славян «из под гнёта Австро-Венгрии». Однако отношения комитета и сербского правительства были весьма напряжёнными из-за разных взглядов на ряд вопросов.
Основной претензией комитета к правительству Николы Пашича являлось признание сербами Адриатического моря зоной интересов Италии и создания итальянских военно-морских баз на адриатическом побережье после войны. Помимо этого сербское правительство желало включить в состав Сербии земли Австро-Венгрии, где большинство населения составляли сербы (часть земель Хорватии и Славонии и Боснии и Герцеговины).
В 1917 году на острове Корфу между представителями Югославянского комитета и правительства Сербии было подписано соглашение. Это было компромиссное соглашение о создании единого южнославянского государства с парламентской монархией во главе с династией Карагеоргиевичей, правящей в Сербии. В декларации говорилось, что в будущем государстве сербы, хорваты и словенцы будут равны, также на равных будут существовать два алфавита (кириллица и латиница), гарантируется свобода вероисповедания и всеобщее избирательное право.
В 1918 году после окончания Первой мировой войны такое королевство было создано объединением Сербии, Черногории и южнославянских земель бывшей Австро-Венгрии. Таким образом задачи комитета были выполнены.
После создания Королевства сербов, хорватов и словенцев, Анте Трумбич высказался против принятия Видовданской конституции 1921 года. Также он был против переименования страны в Королевство Югославия в 1929 году. Иван Мештрович ушёл из политики и покинул Югославию в 1942 году.